# Podnovlje
Podnovlje (szerbül: Подновље), település Bosznia-Hercegovinában, a Szerb Köztársaság északi régiójában Doboj községben. 

## Fekvése
A település Bosznia-Hercegovina északi részén, Dobojtól légvonalban 22, közúton 29 km-re északra, a Boszna-folyó bal partján, a Vučijak-hegység lábánál, a Derventa-Modriča út mentén, 120-250 méteres magasságban található. Podnovlje egyben a Vučijak központja is. A Boszna folyón kívül a Glogovica folyó is átfolyik Podnovljén. Podnovlje helyi közösségét Podnovlje, Gornje Podnovlje, Glogovica, Kutlovac és Donji Božinci települések alkotják.

## Népessége
| Nemzetiségi csoport | Népesség 1991 | Népesség 2013 |
| ------------------- | ------------- | ------------- |
| Szerb               | 1109          | 1112          |
| Bosnyák             | 1             | 1             |
| Horvát              | 89            | 15            |
| Jugoszláv           | 23            | 0             |
| Egyéb               | 17            | 56            |
| Összesen            | 1239          | 1184          |

## Története
A területén előkerült régészeti leletek arról tanúskodnak, hogy itt már az őskőkorszak óta éltek emberek. A település középkori történetéről tanúskodik a középkori templom és a körülötte fekvő temető maradványa.
A település 1878-ig tartozott az Oszmán Birodalomhoz, ekkor a berlini kongresszus határozata alapján az Osztrák-Magyar Monarchia része lett. 1879-ben az első osztrák-magyar népszámlálás során a Derventi járáshoz tartozó településnek 127 háztartása és 743 ortodox lakosa volt. 1910-ben a Derventi járáshoz tartozó településen 164 háztartást, 748 ortodox és 93 római katolikus lakost találtak. A monarchia szétesésével 1918-ban előbb a Szerb-Horvát-Szlovén Királyság, majd 1929-től a Jugoszláv Királyság része lett. 1921-ben a Derventi járáshoz tartozó községnek 946 lakosa volt, közülük 829 ortodox szerb, 109 római katolikus, 5 görög katolikus és 3 evangélikus volt. Az 1929-es törvény értelmében, amikor Bosznia-Hercegovinát négy banovinára, Drinskára, Vrbaskára, Zetskára és Primorskára osztották, a település a Vrbaska banovina része lett, amelynek székhelye Banja Luka volt. 
A második világháborúban Jugoszlávia megszállása után a Független Horvát Állam (NDH) része lett. A második világháború után 1992-ig a település a szocialista Jugoszlávia keretében a Bosznia-Hercegovinai Népköztársaság része volt. A boszniai háborút lezáró daytoni békeszerződés rendelkezése alapján az ország területét felosztották a Bosznia-hercegovinai Föderáció és a boszniai Szerb Köztársaság között. A békeszerződés utáni területmegosztási megállapodás értelmében a település a Boszniai Szerb Köztársasághoz és Doboj községhez került. A faluban található egy klinika, posta, rendőrőrs, általános iskola, benzinkút és számos üzlet. A falu házai szétszórva helyezkednek el a közeli dombokon. A falu központjában egy ortodox templom található.

## Kultúra
KUD Vučijak Kulturális és Művészeti Egyesület.

## Oktatás
„Đura Jakšić” Általános Iskola

## Sport
SFK Polot Podnovlje labdarúgóklub

## Nevezetességei

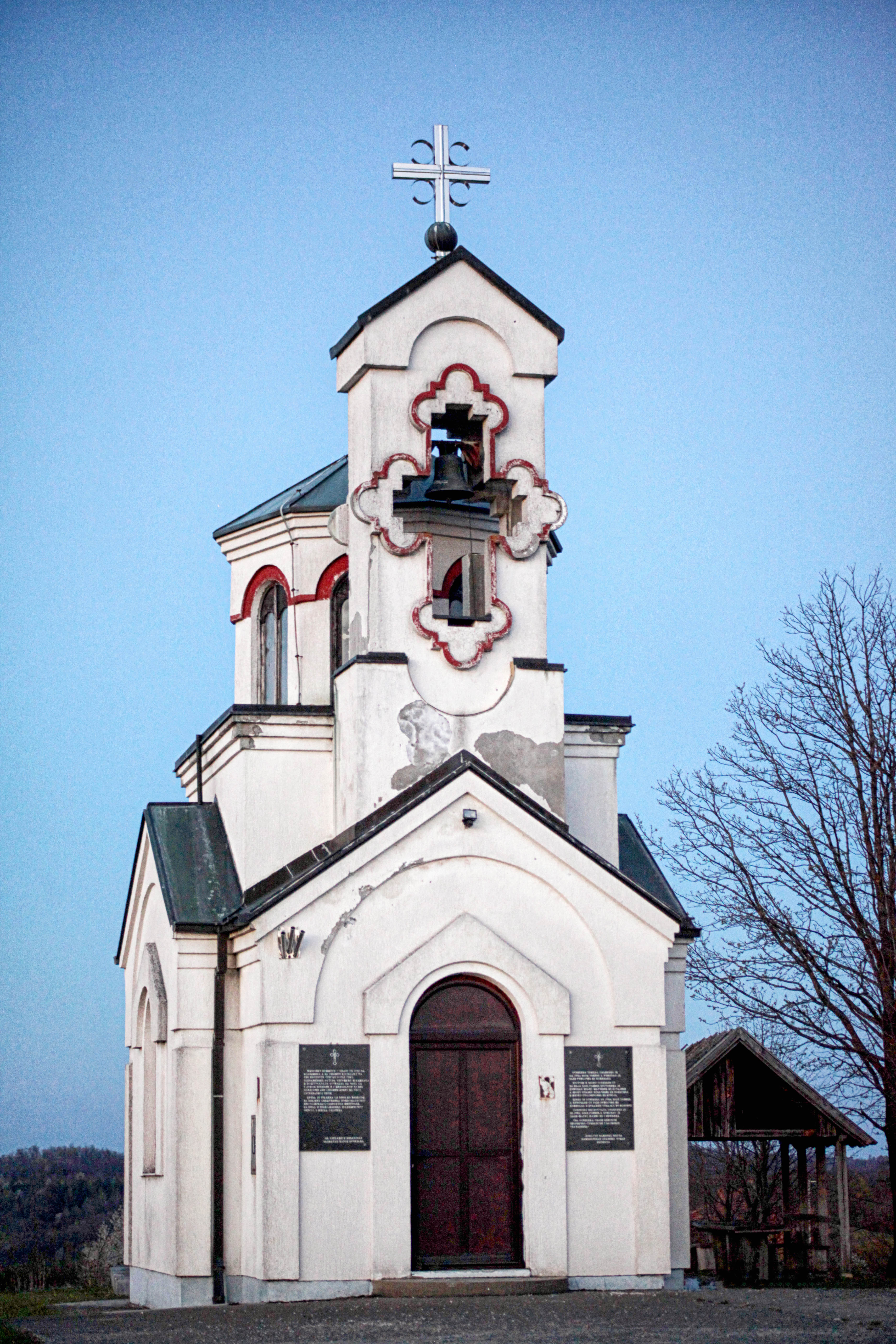
A podnovljei Szentháromság kolostor temploma

- Az Úr Színeváltozása tiszteletére szentelt ortodox templom a falu központjában található. A templom 1987-1991 között épült, alapjait 1988-ban Vaszilije Kačavenda, Zvornik-Tuzlan püspöke szentelte fel, majd az újonnan épült templomot ugyanő 1991-ben. A boszniai háború alatt, 1992. május 8-án egy Klakarból horvát katonai egységek által kilőtt gránát megrongálta. Az Úr Színeváltozása templomot 1999-ben újították fel, a farostlemez ikonosztázt a doboji Savo Krivokapić készítette. Az Utolsó vacsora ikonját és a trónus ikonjait a régi templom ikonosztázából helyezték át, az ikonosztázon lévő többi ikont pedig a šamaci Goranka Ilić festette. A templomot 2020-ban újították fel, az ikonosztázt a koprivnai Mladen Radovanović, a templomot pedig a čačaki Goran Pešić festette. A felszentelést Fotije Sladojević zvornik-tuzlani püspök végezte 2020. november 1-jén.[9]

- Lipa nevű településén található a Szentháromság kolostor. Ez a Zvornik-Tuzla ortodox egyházmegye legfiatalabb kolostora, amely még építés alatt áll. A már álló, egyhajós Szentháromság kolostortemplom építése 2008-ban kezdődött. A templom építését Manojlo Blagojević irányította. Podnovlje első istentiszteleti helye pontosan a mai kolostor helyén volt, ahol 1895-ben egy fatemplomot építettek. A fatemplom helyén épített második templomot a Szentlélek eljövetelének szentelték. Nem ismert, mikor épült, és ki szentelte fel. Rossz állapota miatt 1984-ben lebontották. A mai kolostortemplom ennek a templomnak az alapjaira épült. A mai templom még nincs felszentelve.[10]

- Crkvina – középkori templom maradványai a Glogovica-patak jobb partján. A lelőhelyen földművelés során kő építőanyag és habarcs töredékeit találták. Ugyanitt már korábban is találtak alapfalakat, melyeket a közelében talált sírkövek alapján egy középkori templom maradványaival azonosítottak.[5]

- Danilovica Brdo – paleolit telep és újkőkori település maradványai. Az alacsony dombon 30-40 cm-es mélységben őskőkori emberek kunyhóinak maradványaira bukkantak. A kultúrrétegekben főként moustérien típusú kőeszközök kerültek elő, melyek az őskőkorszak korai szakaszából származnak. 1959-ben és 1963-ban mintegy 50 négyzetméteres területen újabb feltárásokat végeztek, melyek során a legjelentősebb lelet egy átfúrt fokú, újkőkori kőszekerce volt.[5]

- Greblje na Lipi – középkori temető maradványai. A tágas dombtetőn 20 kisebb sztélé, és 10 nagyobb kőtábla volt található, melyek többsége a földművelés során megsérült.[5]